# Thomas Frohock Gaskell
Pour les articles homonymes, voir Gaskell.
Thomas Frohock Gaskell, né le 26 janvier 1916 à Little Bolton (en) (Lancashire) et mort en 1995, est un océanographe et géophysicien britannique.
Il est connu pour ses ouvrages sur les courants marins, la profondeur des océans et leurs influences sur les climats.

## Biographie
Fils d'Harold Gaskell et de Dorothy May, il étudie au Trinity College et s'engage dans la Royal Navy au moment de la Seconde Guerre mondiale dans le service des écoutes sous-marines et de l'investigation des grottes sous-marines.
De 1950 à 1953, il est le directeur scientifique de l'expédition du HMS Challenger autour du monde, expédition célèbre pour la mesure record de la fosse des Mariannes.
Il travaille dans les années 1950-1960 pour la BP dans le service Information Department,,.
Son livre Under the Deep Oceans: Twentieth Century Voyages of Discovery, publié en 1960, est traduit dans de nombreuses langues dont en français en 1964 sous le titre Un Monde sous la mer: Introduction à l'océanographie.
Gaskell Ridge, une chaîne de montagnes sous-marine dans l'Océan Indien, porte son nom.

## Publications
- 1957 : Seismic Results in Relation to the Andesiteline
- 1960 : Under the Deep Oceans: Twentieth Century Voyages of Discovery, New York, Norton
- 1961 : The Earth Today (avec Alan H. Cook), Royal Astronomical Society
- 1964 : World Beneath the Oceans
- 1966 : North Sea Oil--the Great Gamble (avec Bryan Cooper)
- 1967 : The earth's mantle, Academic Press, Londres/New York
- 1968 : The History of the Gulf Stream
- 1970 : Physics of the Earth
- 1970 : Using the oceans
- 1970 : Is a New Ice Age Beginning?
- 1972 : The Gulf Stream
- 1976 : The Adventure of North Sea Oil (avec Bryan Cooper)
- 1979 : World climate: The weather, the environment, and man (avec Martin Morris)
- 2013 : Geophysics in the Affairs of Man (avec Charles C. Bates et Robert B. Rice)